# Hintelmannia elisabethae
Hintelmannia elisabethae là một loài tò vò trong họ Ichneumonidae.